# Исянгулово
Исянгу́лово (баш. Иҫәнғол) — село, административный центр Исянгуловского сельсовета и Зианчуринского района Республики Башкортостан.

## История
Первое упоминание села Исянгулово можно найти на карте Оренбургской губернии 1802 года и в Географическом атласе Российской Империи В. П. Пядышева 1820 года. На карте Стрельбицкого Восточной Европейской части России 1871 года село Исянгулово отмечено как верхнее и нижнее.
По сохранившимся сведениям, по приказу генерал-губернатора Василия Алексеевича Перовского в конце 18-го века Каипов Исянгул Мамбетович организовал военный гарнизон на нынешней территории Зианчуринского района. Был назначен его начальником. Ныне гарнизон является селом Исянгулово. Перед началом Отечественной войны 1812 года части отправились на запад. Они участвовали в боях против французов. В поселении оставались солдаты, которые по состоянию здоровья не смогли бы перенести дальние походы, и члены семьи военного руководства. Со временем в поселение из ближайших аулов переселялись люди и за счет этого населенный пункт разрастался. На месте, где расположена пасека колхоза имени Куйбышева была деревня Калмык, в устье реки Ургинка — Туктар, на месте кладбища — Карын, на месте молочной фермы колхоза «Заветы Ильича» — Биляй. На 105—106|288-287 километре региональной трассы Р361 (трасса Ира-Магнитогорск, 12 километр) на границе с Кугарчинским районом находились деревни Бикбова, Туимбетева.
По архивным данным 1849 года, Исянгулово был центром 2-го башкирского кантона, 14-й юрты. По переписи здесь проживало 432 мужчины и 397 женщин. К деревне было прикреплено 6500 десятин земли. В 1939 году здесь проживало 2166 человек. В начале 21 века в селе было 2761 двор, а численность населения составляла 8300 человек. С марта 1935 года Исянгулово является центром Зианчуринского района, на основании решения ЦИК СССР происходит территориальное межевание — часть района включили в состав образовавшейся Оренбургской области, Зианчуринский район остается в современных границах с центром в селе Исянгулово Башкирской АССР. В 1946 году на базе Зианчуринского района создаются два района: Абзановский с центром в селе Абзаново и Зианчуринский с центром в селе Исянгулово. В 1956 году Абзановский и Зианчуринский районы вновь объединяются в один Зианчуринский район с центром в селе Исянгулово. В ноябре 1962 года в состав Зианчуринского района включается Кугарчинский район. Центром укрупнённого Зианчуринского района осталось с. Исянгулово. В январе 1965 года происходит разукрупнение районов, и бывшие Зианчуринский и Кугарчинские районы восстанавливаются в прежних границах.

## Население
По данным сельскохозяйственной и поземельной переписи 1917 года Оренбургского уезда, Исянгулово относится к Бурзяно-Кипчакской волости и разделено на 1-е и 2-е поселение. Исянгулово 1 преобладающая национальность русские, число всех наличных хозяйств 207, в них душ обоего пола 1207. Исянгулово 2 преобладающая национальность русские, число всех наличных хозяйств 156, в них душ обоего пола 767.
| 1939 | 1959  | 1970  | 1979  | 1989  | 2002  | 2009  | 2010  | 2021  |
| ---- | ----- | ----- | ----- | ----- | ----- | ----- | ----- | ----- |
| 2166 | ↗2290 | ↗4428 | ↗6074 | ↘5976 | ↗7441 | ↗7964 | ↘7418 | ↗7682 |

Национальный состав
Согласно переписи 2002 года, преобладающие национальности — башкиры (53 %), русские (26 %).
Согласно переписи 2020 года, преобладающие национальности — башкиры (64,5 %), русские (21,4 %), татары (12,2 %).

## Радио
- 71,63 МГц — Радио России (Кугарчи);
- 103,5 МГц — Милицейская волна (Тюльган);
- 104,0 МГц — Спутник FM (Кугарчи);
- 106,1 МГц — Радио Юлдаш (Кугарчи);
- 106,6 МГц — Радио России (Тюльган).

## Энергетика
В окрестностях села располагается Исянгуловская солнечная электростанция. Расчётная мощностью 9 МВт. Введена в эксплуатацию 29 ноября 2017 года. 5 декабря 2019 года Исянгуловская СЭС переведена на дистанционное управление.

## Религия
Мечети:
- Мечеть

Православные храмы:
- Храм преподобного Сергия Радонежского Русской Православной Церкви Московского Патриархата Салаватской епархии

## Известные жители
- Каинов Исянгул Мамбетович родился в 1773—1848 году. Чиновник 13 класса, помощник главы 9-го кантона, башкирский дворянин, Майор.
- Буракаева, Марьям Сабирьяновна (род. 27 марта 1943) — башкирская писательница, заслуженный работник культуры РБ (1993), член Союза писателей БАССР (1981), председатель Всебашкирского центра национальной культуры «Ак тирма» (1998—2001).
- Абдрахимов, Марат Чулпанович (род. 29 марта 1970) — ведущий актёр российских постановок мюзиклов «Кошки», Mamma Mia!, «Красавица и Чудовище».
- Рутчин, Алексей Иванович (6 декабря 1911 — 7 октября 1943) — шофер 109-го гвардейского отдельного истребительного противотанкового дивизиона (110-я гвардейская стрелковая дивизия, 37-я армия, Степной фронт), гвардии старшина, Герой Советского Союза.